# Sardas
Sardas são aglomerados de células melaninizadas concentradas que são mais facilmente visíveis em pessoas de pele clara. As sardas não têm um número aumentado de células produtoras de melanina, ou melanócitos, mas, em vez disso, têm melanócitos que superproduzem grânulos de melanina (melanossomas) alterando a coloração das células externas da pele (queratinócitos). Como tal, as sardas são diferentes dos lentigos e pintas, que são causadas pelo acúmulo de melanócitos em uma pequena área. As sardas podem aparecer em todos os tipos de tons de pele. Dos seis tipos de pele de Fitzpatrick, eles são mais comuns nos tons de pele 1 e 2, que geralmente pertencem aos europeus do norte. No entanto, também pode ser encontrado em pessoas de todo o mundo.

## Biologia
A formação de sardas é causada pela exposição à luz solar. A exposição à radiação UV-B ativa os melanócitos para aumentar a produção de melanina, o que pode fazer com que as sardas fiquem mais escuras e visíveis. Isso significa que alguém que nunca desenvolveu sardas pode desenvolvê-las repentinamente após uma exposição prolongada à luz solar.
As sardas são encontradas predominantemente no rosto, embora possam aparecer em qualquer pele exposta ao sol, como braços ou ombros. Concentrações fortemente distribuídas de melanina podem fazer com que as sardas se multipliquem e cubram toda uma área da pele, como o rosto. As sardas são raras em bebês e mais comumente encontradas em crianças antes da puberdade. Após a exposição ao sol, as sardas reaparecerão se tiverem sido alteradas com cremes ou lasers e não protegidas do sol, mas desaparecem com a idade em alguns casos.
As sardas não são uma dermatopatia, mas as pessoas com sardas geralmente têm uma concentração menor de melanina fotoprotetora e, portanto, são mais suscetíveis aos efeitos nocivos da radiação UV. Sugere-se que as pessoas cuja pele tende a sardas devem evitar a exposição excessiva ao sol e usar protetor solar.

### Genética

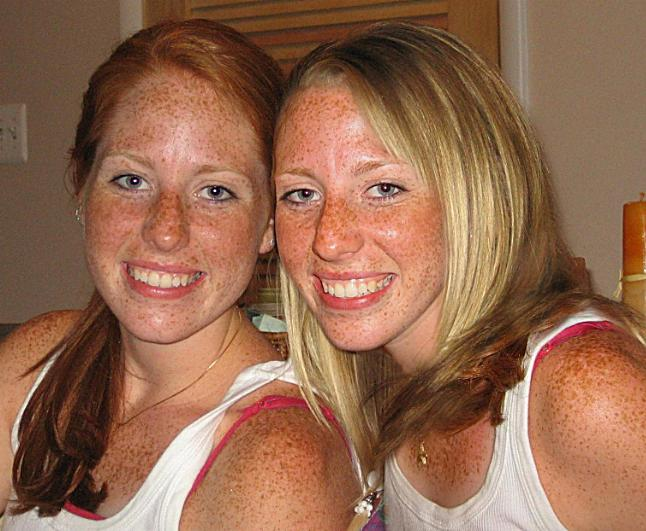
Mulheres com sardas

A presença de sardas está relacionada a alelos raros do gene MC1R, mas não diferencia se um indivíduo terá sardas se tiver uma ou até duas cópias desse gene. Além disso, indivíduos sem cópias do MC1R às vezes exibem sardas. Mesmo assim, indivíduos com um alto número de sítios de sardas têm uma ou mais variantes do gene MC1R. Das variantes do gene MC1R Arg151Cys, Arg160Trp e Asp294His são as mais comuns nos indivíduos sardentos. O gene MC1R também está associado mais fortemente a cabelos ruivos do que a sardas. A maioria dos indivíduos ruivos tem duas variantes do gene MC1R e quase todos têm uma. As variantes que causam cabelos ruivos são as mesmas que causam sardas. Sardas também podem ser encontradas em áreas como o Japão, onde o cabelo ruivo não é visto. Esses indivíduos têm a variante Val92Met que também é encontrada em europeus, embora tenha efeitos mínimos em sua pigmentação. O alelo R162Q tem um envolvimento controverso nas sardas.
As variantes do gene MC1R que estão ligadas às sardas começaram a surgir no genótipo humano quando os humanos começaram a deixar a África. A variante Val92Met surgiu entre 250 mil e 100 mil anos atrás, tempo suficiente para que esse gene fosse transportado por humanos para a Ásia Central. Estima-se que Arg160Trp tenha surgido há cerca de 80 mil anos, enquanto Arg151Cys e Asp294His foram estimados em cerca de 30 mil anos atrás. A ampla variação do gene MC1R existe em pessoas de ascendência europeia devido à falta de fortes pressões ambientais sobre o gene.  O alelo original de MC1R é codificado para pele escura com alto teor de melanina nas células. O alto teor de melanina é protetor em áreas de alta exposição à luz UV. A necessidade era menor à medida que os humanos se moviam para latitudes mais altas, onde a luz solar incidente tinha menor conteúdo de luz ultravioleta. A adaptação da pele mais clara é necessária para que indivíduos em latitudes mais altas ainda possam absorver UV suficiente para a produção de vitamina D. Indivíduos sardentos tendem a se bronzear menos e têm pele muito clara, uma adaptação para permitir que indivíduos que expressam esses genes sintetizar vitamina D suficiente.

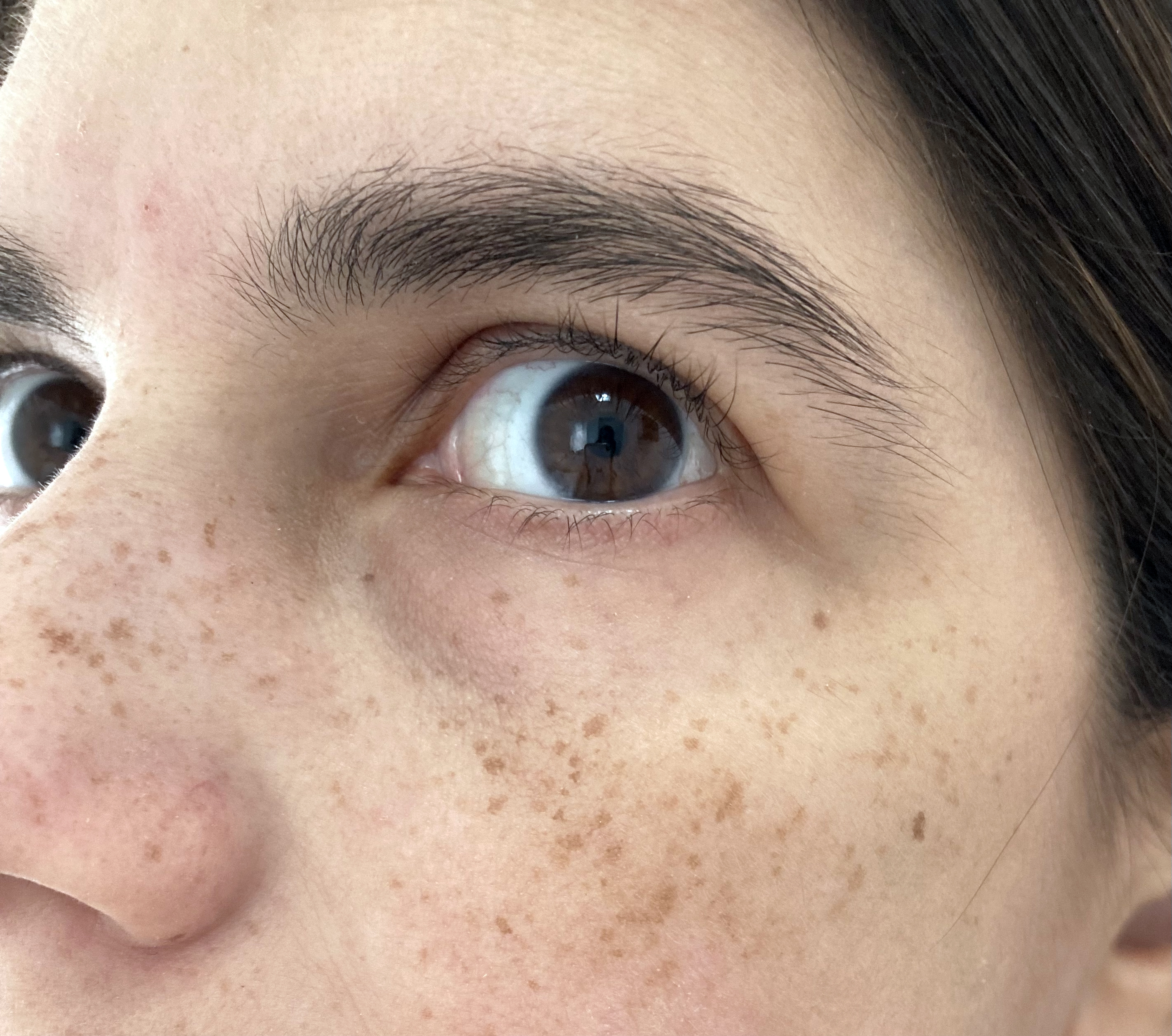
Sardas em um rosto feminino após o verão